# Asmodeus (paleontologia)
Asmodeus è un genere estinto di mammiferi notoungulati, appartenente ai tipoteri. Visse nell'Oligocene superiore (circa 29 - 23 milioni di anni fa) e i suoi resti fossili sono stati ritrovati in Sudamerica.

## Descrizione
Questo animale doveva essere di forme relativamente pesanti, con lunghi arti forti e slanciati. Erano presenti quattro dita nella mano, con un rudimento del quinto metacarpo. La particolarità di Asmodeus, che lo avvicina però ad altre forme come Homalodotherium, risiedeva nello sviluppo degli arti anteriori, che rendevano il treno posteriore più basso di quello anteriore. Le zampe erano fornite di veri e propri artigli, e non di zoccoli come nella maggior parte dei notoungulati toxodonti. Rispetto a Homalodotherium, in Asmodeus la riduzione del quinto metacarpo era meno marcata. 

## Classificazione
Descritto per la prima volta nel 1884 da Florentino Ameghino, Asmodeus è stato attribuito alla famiglia degli omalodoteriidi, un gruppo di notoungulati dalle caratteristiche zampe anteriori allungate e munite di artigli. Asmodeus è noto per due specie: la specie tipo, A. osborni, proviene dalla formazione di Deseado in Patagonia (Argentina), mentre A. petrasnerus proviene dalla zona di Quebrada Fiera nella provincia di Mendoza, nella parte settentrionale dell'Argentina. Le due specie si distinguono principalmente per alcune caratteristiche dell'astragalo e del calcagno.